# .gf
A .gf Francia Guyana internetes legfelső szintű tartomány kódja, melyet 1996-ban hoztak létre. A Net Plus tartja karban a címterületet, de az oldalukon nincs semmi információ arra vonatkozóan, hogyan lehet regisztrálni. Ritkán használt végződés.